# Hans Grimm (Regisseur)
Hans Grimm (* 30. Januar 1905 in Rehau; † 12. September 1998 bei Luino, Italien) war ein deutscher Tonmeister und Filmregisseur.

## Leben
Grimm absolvierte eine Ausbildung zum Maschinenbautechniker und Elektriker. Seit 1927 arbeitete er als Tonmeister bei dem Tonfilmpionier Hans Vogt in Berlin. Als Cheftonmeister der Tobis wirkte er in den 1930er und 1940er Jahren an zahlreichen deutschen Filmproduktionen mit.
Nach 1945 war er als Synchronregisseur und Regieassistent tätig. Abgesehen von dem bereits 1944 gedrehten Märchenfilm Frau Holle inszenierte Grimm ab 1953 mehrere Spielfilme, die meist von Urlaubsreisen, Liebe und viel Musik geprägt waren. Zugleich schrieb er Drehbücher für Filme, in denen sein Sohn, der Kinderstar Oliver Grimm, im Mittelpunkt stand. Zuletzt arbeitete Grimm wieder als Synchronregisseur und -autor. Er war mit der UFA-Schauspielerin Hansi Wendler verheiratet. Sein jüngerer Bruder war der Fotograf Arthur Grimm, seine Schwester Betti († 1989) mit Kurt Hoffmann verheiratet. Am 12. September 1998 starb Hans Grimm im Alter von 93 Jahren bei Luino, Italien.

## Filmografie
als Tontechniker:
- 1930: Stürme über dem Mont Blanc
- 1930: Dreyfus
- 1931: Die Faschingsfee
- 1931: Die Privatsekretärin
- 1931: Drei Tage Liebe
- 1931: Berge in Flammen
- 1931: Der Hauptmann von Köpenick
- 1932: Fünf von der Jazzband
- 1933: Liebelei
- 1933: Das häßliche Mädchen
- 1934: So ein Flegel
- 1934: So endete eine Liebe
- 1935: Liselotte von der Pfalz
- 1935: Traumulus
- 1936: Der Weg des Herzens (Prater)
- 1936: Susanne im Bade
- 1938: Ich liebe Dich
- 1939: Silvesternacht am Alexanderplatz
- 1939: Robert Koch, der Bekämpfer des Todes
- 1939: Nanette
- 1939/41: Pedro soll hängen
- 1940: Bismarck
- 1941: Ich klage an
- 1944: Der Mann, dem man den Namen stahl
- 1945: Der Erbförster

als Regisseur:
- 1949: Du bist nicht allein (nur Regieassistenz)
- 1953: Fanfaren der Ehe
- 1955: Wenn der Vater mit dem Sohne (nur Co-Drehbuch)
- 1956: Mein Vater, der Schauspieler (nur Vorlage)
- 1957: Kleiner Mann – ganz groß
- 1958: Der schwarze Blitz
- 1959: Ja, so ein Mädchen mit 16
- 1960: Schick deine Frau nicht nach Italien
- 1961: Isola Bella
- 1961: Die Liebe ist ein seltsames Spiel
- 1962: Wenn die Musik spielt am Wörthersee
- 1962: Lieder klingen am Lago Maggiore
- 1963: Ferien vom Ich